# Chilcuautla
Esta página se refiere a una localidad. Para el municipio homónimo véase Municipio de Chilcuautla
Chilcuautla es una localidad mexicana, cabecera del municipio de Chilcuautla en el estado de Hidalgo.

## Toponimia
Chilcuautla, proviene del náhuatl cuyas raíces son: Chili, que significa chile, y cuautla, que quiere decir arboleda o bosque: “Arboleda de chiles”.

## Historia
En el año 600, se funda la población de Chilcuautla; en el siglo XVIII aparecen los españoles jesuitas. Recibió la categoría municipal por decreto el 2 de junio de 1850. El 31 de mayo de 1865, Chilcuautla es municipalidad del distrito de Ixmiquilpan, perteneciente al departamento de Tula del Estado de México.

## Geografía
La localidad se encuentra en la región del Valle del Mezquital, le corresponden las coordenadas geográficas 20°19′51.462″ de latitud norte y 99°13′54.288″ de longitud oeste, con una altitud de 1868 m s. n. m. Su terreno es de meseta principalmente; y se encuentra en la provincias fisiográfica del Eje Neovolcanico, y dentro de la subprovincia de Llanuras y sierras de Querétaro e Hidalgo. En lo que respecta a la hidrología se encuentra posicionado en la región del Pánuco, dentro de la cuenca del río Moctezuma, y en la subcuenca del río Tula.

### Clima
Presenta un clima semiseco templado; con una temperatura anual que oscila entre los 17 °C y 20 °C, con una precipitación pluvial media de 480 milímetros por año.
| Parámetros climáticos promedio de Chilcuautla | Parámetros climáticos promedio de Chilcuautla | Parámetros climáticos promedio de Chilcuautla | Parámetros climáticos promedio de Chilcuautla | Parámetros climáticos promedio de Chilcuautla | Parámetros climáticos promedio de Chilcuautla | Parámetros climáticos promedio de Chilcuautla | Parámetros climáticos promedio de Chilcuautla | Parámetros climáticos promedio de Chilcuautla | Parámetros climáticos promedio de Chilcuautla | Parámetros climáticos promedio de Chilcuautla | Parámetros climáticos promedio de Chilcuautla | Parámetros climáticos promedio de Chilcuautla | Parámetros climáticos promedio de Chilcuautla |
| Mes                                           | Ene.                                          | Feb.                                          | Mar.                                          | Abr.                                          | May.                                          | Jun.                                          | Jul.                                          | Ago.                                          | Sep.                                          | Oct.                                          | Nov.                                          | Dic.                                          | Anual                                         |
| --------------------------------------------- | --------------------------------------------- | --------------------------------------------- | --------------------------------------------- | --------------------------------------------- | --------------------------------------------- | --------------------------------------------- | --------------------------------------------- | --------------------------------------------- | --------------------------------------------- | --------------------------------------------- | --------------------------------------------- | --------------------------------------------- | --------------------------------------------- |
| Temp. máx. abs. (°C)                          | 39.0                                          | 33.0                                          | 35.0                                          | 36.0                                          | 37.0                                          | 37.0                                          | 33.0                                          | 33.0                                          | 32.0                                          | 33.0                                          | 31.0                                          | 35.0                                          | 39.0                                          |
| Temp. máx. media (°C)                         | 24.2                                          | 24.9                                          | 27.7                                          | 28.3                                          | 29.0                                          | 27.2                                          | 26.3                                          | 26.3                                          | 25.5                                          | 24.7                                          | 24.2                                          | 23.8                                          | 26.0                                          |
| Temp. media (°C)                              | 13.9                                          | 14.3                                          | 17.0                                          | 18.2                                          | 19.4                                          | 18.8                                          | 18.2                                          | 18.2                                          | 17.6                                          | 16.2                                          | 14.8                                          | 14.0                                          | 16.7                                          |
| Temp. mín. media (°C)                         | 3.5                                           | 3.8                                           | 6.3                                           | 8.0                                           | 9.7                                           | 10.4                                          | 10.1                                          | 10.1                                          | 9.7                                           | 7.7                                           | 5.5                                           | 4.1                                           | 7.4                                           |
| Temp. mín. abs. (°C)                          | -7.0                                          | -5.0                                          | -5.0                                          | 0.0                                           | 2.0                                           | 2.0                                           | 3.0                                           | 3.0                                           | 1.0                                           | -3.0                                          | -4.0                                          | -6.0                                          | -7.0                                          |
| Precipitación total (mm)                      | 9.3                                           | 7.9                                           | 10.4                                          | 23.0                                          | 35.6                                          | 42.5                                          | 65.9                                          | 48.1                                          | 50.4                                          | 34.1                                          | 7.7                                           | 5.8                                           | 340.7                                         |
| Días de lluvias (≥ 0.1)                       | 1.7                                           | 1.5                                           | 2.0                                           | 3.6                                           | 4.4                                           | 5.1                                           | 6.9                                           | 5.1                                           | 6.4                                           | 4.3                                           | 1.9                                           | 1.2                                           | 113.9                                         |
| Fuente: Servicio Meteorológico Nacional. 2015 |                                               |                                               |                                               |                                               |                                               |                                               |                                               |                                               |                                               |                                               |                                               |                                               |                                               |

## Demografía
De acuerdo con el Censo de Población y Vivienda 2020 del INEGI; la localidad tiene una población de 1262 habitantes, lo que representa el 6.67 % de la población municipal. De los cuales 587 son hombres y 675 son mujeres; con una relación de 86.96 hombres por 100 mujeres.
Las personas que hablan alguna lengua indígena, es de 1753 personas, alrededor del 4.20 % de la población de la ciudad. En la ciudad hay 24 personas que se consideran afromexicanos o afrodescendientes, alrededor del 0.71 % de la población de la ciudad.
De acuerdo con datos del censo INEGI 2020, unas 1096 declaran practicar la religión católica; unas 70 personas declararon profesar una religión protestante o cristiano evangélico; 0 personas declararon otra religión; y unas 94 personas que declararon no tener religión o no estar adscritas en alguna.
| Gráfica de evolución demográfica de Chilcuautla entre 1900 y 2020                            |
|                                                                                              |
| Población de los censos y conteos del Instituto Nacional de Estadística y Geografía (INEGI). |

## Economía
Tiene un grado de marginación bajo y un grado de rezago social muy bajo.